# Wetterau
Wetterau este o zonă geografică din landul Hessa, Germania. Este o câmpie la nord de orașul Frankfurt pe Main, la est de munții Taunus și la sud-vest de munții Vogelsberg.
După această zonă este numit și districtul rural Wetterau.